# خسوس ناواس
خسوس ناواس گونزالس (به اسپانیایی: Jesús Navas González) (زاده ۲۱ نوامبر ۱۹۸۵) بازیکن فوتبال بازنشسته اهل اسپانیا است که برای باشگاه سویا بازی می کرد.او در سال ۲۰۲۴ و در بازی رئال مادرید مقابل سویا به طور رسمی برای همیشه از فوتبال خداحافظی کرد. وی از اسطوره های باشگاه سویا محسوب می‌شود
خسوس ناواس از جمله بازیکنانی است که در آکادمی باشگاه سویا رشد کرده است و در دوره طلایی سویا با بازیکنان سرشناس دیگری که در همین آکادمی رشد کرده اند، هم بازی بوده است. از جمله آن ها می توان سرخیو راموس، دنی آلوز، خوزه آنتونیو ریس، آدریانو کوریا، آنتونیو پوئرتا و ... را نام برد. ناواس به جز یک دوره ۴ ساله، تمام دوران بازی خود را در سویا گذرانده است و دارای رکورد بیشترین تعداد بازی در تاریخ این باشگاه است. وی بخشی از تیم طلایی سویا بین سال های ۲۰۰۵ تا ۲۰۰۸ ملقب به سوپر سویا بود که توانست طی این مدت قهرمانی در جام یوفا (۲ بار)، کوپا دل ری (۲ بار)، سوپر کاپ اسپانیا و سوپر کاپ اروپا را کسب نماید. ناواس مدتی هم در لیگ جزیره و در منچستر سیتی بازی کرد و توانست در انگلستان هم قهرمانی هایی را به دست آورد.
او تاکنون ۵۰ بازی برای تیم ملی فوتبال اسپانیا انجام داده است که ۵ گل هم به ثمر رسانده است.
ورزشگاهی به نام او ثبت شده که ورزشگاه 
سویا ورزشگاه سویا ب است.

## آمار ملی

### بازی‌های ملی
تا تاریخ ۱۶ نوامبر ۲۰۲۳
| اسپانیا | اسپانیا | اسپانیا | اسپانیا |
| سال     | بازی    | گل      | پاس گل  |
| ------- | ------- | ------- | ------- |
| ۲۰۰۹    | ۲       | ۰       | ۱       |
| ۲۰۱۰    | ۹       | ۱       | ۱       |
| ۲۰۱۱    | ۳       | ۰       | ۱       |
| ۲۰۱۲    | ۸       | ۱       | ۳       |
| ۲۰۱۳    | ۱۲      | ۱       | ۲       |
| ۲۰۱۴    | ۱       | ۰       | ۰       |
| ۲۰۱۹    | ۷       | ۲       | ۱       |
| ۲۰۲۰    | ۴       | ۰       | ۰       |
| ۲۰۲۳    | ۴       | ۰       | ۱       |
| مجموع   | ۵۰      | ۵       | ۱۰      |

### گل‌های ملی
| شماره | تاریخ           | میزبان   | بازی ملی | حریف       | نتیجه | رقابت                         |
| ----- | --------------- | -------- | -------- | ---------- | ----- | ----------------------------- |
| ۱     | ۳ ژوئن ۲۰۱۰     | اینسبروک | ۵        | کرهٔ جنوبی  | ۱–۰   | دوستانه                       |
| ۲     | ۱۸ ژوئن ۲۰۱۲    | گدانسک   | ۱۹       | کرواسی     | ۱–۰   | جام ملت‌های اروپا ۲۰۱۲         |
| ۳     | ۱۰ سپتامبر ۲۰۱۳ | ژنو      | ۳۱       | شیلی       | ۲–۲   | دوستانه                       |
| ۴     | ۷ ژوئن ۲۰۱۹     | توشهاون  | ۳۸       | جزایر فارو | ۴–۱   | مقدماتی جام ملت‌های اروپا ۲۰۲۰ |
| ۵     | ۱۵ نوامبر ۲۰۱۹  | کادیس    | ۴۲       | مالت       | ۷–۰   | مقدماتی جام ملت‌های اروپا ۲۰۲۰ |

## افتخارات
تیمی؛
سویا
جام یوفا و لیگ اروپا: ۰۶_۲۰۰۵ ، ۰۷_۲۰۰۶ ، ۲۰۲۰_۲۰۱۹
کوپا دل ری: ۰۷_۲۰۰۶ ، ۱۰_۲۰۰۹
۲۰۱۷-۱۸(نایب قهرمانی)
سوپر کاپ اسپانیا: ۲۰۰۷
۲۰۱۰، ۲۰۱۸ (نایب قهرمانی)
سوپر کاپ اروپا: ۲۰۰۶
۲۰۰۷، ۲۰۲۰ (نایب قهرمانی)
منچستر سیتی
لیگ جزیره: ۱۴-۲۰۱۳
لیگ کاپ: ۱۴-۲۰۱۳ ، ۱۶-۲۰۱۵
تیم ملی اسپانیا
جام جهانی: ۲۰۱۰
جام ملت های اروپا: ۲۰۱۲ ، ۲۰۲۴
جام کنفدراسیون ها: ۲۰۱۳ (نایب قهرمانی)
فردی؛
بهترین هافبک تهاجمی لالیگا: ۱۰-۲۰۰۹
مدال طلای سلطنتی لیاقت اسپانیا: ۲۰۱۱